# Kiełczewo (Kościan)
Kiełczewo – część miasta Kościana, położona na północ od kościańskiej starówki, w rejonie ulicy Podgórnej. Od północy graniczy ze wsią Kiełczewo. 
Do 1954 była to część wsi Kiełczewo, którą związku z reformą administracyjną kraju jesienią 1954 włączono do Kościana.